# Démocratie participative
Ne doit pas être confondu avec Démocratie délibérative.
 (avril 2021).

Logo de la Charte de la participation du public

La démocratie participative est une forme de partage et d'exercice du pouvoir, fondée sur le renforcement de la participation des citoyens à la prise de décision politique dans le cadre de la démocratie représentative. À la différence de la démocratie directe, le processus de décision ne se fait pas sans les élus mais en collaboration avec ces derniers. On parle également de « démocratie délibérative » pour mettre l'accent sur les différents processus permettant la participation du public à l'élaboration des décisions, pendant la phase de délibération. La démocratie participative ou délibérative peut prendre plusieurs formes, mais elle s'est d'abord instaurée sur le terrain de l'aménagement du territoire et de l'urbanisme, avant de s'étendre dans les champs de l'environnement. Dans ces cadres, les associations jouent un rôle central en tant qu'interlocuteurs pour les autorités publiques. En France, une Charte de la participation du public du ministère de l'Écologie liste les bonnes pratiques en matière de participation du public.

## Fondements

### L'impératif participatif: «démocratiser la démocratie»
Apparu à la fin des années 1960, le concept politique de démocratie participative s'est développé dans le contexte d'une interrogation croissante sur les limites de la démocratie représentative, du fait majoritaire, de la professionnalisation du politique et de l'« omniscience des experts ». Ainsi s'est affirmé l'impératif de mettre à la disposition des citoyens les moyens de débattre, d'exprimer leur avis et de peser dans les décisions qui les concernent. Aux États-Unis, une figure clé à l'origine de ce mouvement est Saul Alinsky tandis qu'au Canada deux figures clés sont Murray G. Ross et Michel Blondin  avec la pratique d'animation sociale ayant pour but de mobiliser les citoyens dans un mouvement de démocratie participative.
Cette nouvelle façon d'appréhender la décision politique répond également au besoin éthique de statuer sur les controverses socio-techniques issues notamment des nouvelles découvertes technologiques et scientifiques. L'ouvrage de Michel Callon, Pierre Lascoumes et Yannick Barthe, Agir dans un monde incertain, résume synthétiquement ce problème et les moyens de le dépasser : « Les avancées des sciences et techniques ne sont plus contrôlables par les institutions politiques dont nous disposons ». Les décideurs doivent avoir, en cas d'erreur, la possibilité de corriger les décisions publiques et d'appréhender à nouveau des options qu'ils avaient abandonnées. Pour éviter l'irrévocable, il faut quitter le cadre des décisions traditionnelles et accepter de prendre, plutôt qu'un seul acte tranché, une série d'actes mesurés, enrichis par les apports des profanes. C'est par exemple, dans le domaine de la santé publique, un acquis des associations de patients victimes du sida. Il est aujourd'hui admis que ces mouvements des malades ont participé à un rééquilibrage de la relation médecin-patient dont les bénéfices se sont étendus bien au-delà de la lutte contre le sida.
Cette nécessité de revitaliser la démocratie s'appuie donc sur un rôle et un pouvoir nouveaux dévolus aux citoyens. Elle s'appuie, comme l'exprimait le philosophe pragmatiste John Dewey, sur une « citoyenneté active et informée » et sur la « formation d'un public actif, capable de déployer une capacité d'enquête et de rechercher lui-même une solution adaptée à ses problèmes ». En ce sens, la participation citoyenne est intrinsèquement liée à la liberté d'accès aux documents administratifs, ce qui est formalisé, par exemple, dans la Convention d'Aarhus sur l'accès à l'information, la participation du public au processus décisionnel et l'accès à la justice en matière d'environnement de 1998.
En France, la participation des citoyens s'est traduite par une abondante production réglementaire à partir des années 1980 et par l'action d'institutions publiques spécialisées, comme la Commission nationale du débat public (CNDP) et le Conseil économique, social et environnemental (CESE). Des associations animent également le débat sur la participation des citoyens à la décision publique, en particulier[réf. nécessaire] l'Institut de la concertation et de la participation citoyenne (ICPC), Démocratie ouverte et Décider ensemble.

### Démocratie et cohésion sociale
Si la démocratie est une valeur et pas seulement une « technique de gouvernement », une majorité de 51 % des votants, ne représentant qu'une part inférieure à ce chiffre du corps électoral, ne suffit pas à justifier une politique. L'État est chargé d'assurer la cohérence dans une société qui est hétérogène. Aujourd'hui le problème de la cohésion se substitue à celui de l'intégration. La démocratie est une activité collective dont la fonction essentielle est de « faire société ».

### Insuffisances de la démocratie représentative

#### Le désintérêt
La participation au premier tour des législatives en France, de 77,2 % en 1958, est tombée à 48,7 % en 2017 : plus de la moitié des électeurs potentiels en 2017 (abstentionnistes + votes blancs) n'ont pas participé au premier tour. Ce désintérêt de la chose publique résulte notamment des dérives médiatiques de l'État spectacle, la personnification de la chose politique qui prend le pas sur le fond (le programme électoral puis l'action gouvernementale), amplifiée par les techniques de communication modernes, la déception à l’égard des politiciens, l'absence de choix véritable. À cette crise de la représentativité s'ajoutent la désillusion (sentiment que les jeux sont faits), la lassitude, le sentiment d'incapacité à changer le statu quo et le sentiment de frustration lié au fait de ne pas se sentir écouté.[réf. nécessaire]

#### Non-représentativité
La non-représentativité au sein du Parlement concerne certaines catégories du peuple, et ne s'exprime plus, entre autres, en catégories socioprofessionnelles, mais en opinions de partis politiques. Or Michel Koebel souligne que nos visions sont profondément marquées et dépendantes de nos conditions d'existence et de notre habitus. Les ouvriers et employés, qui constituent la moitié des actifs en France, ne représentent que 5 % des députés. Les jeunes, les femmes, les minorités, etc. sont aussi mal représentées quant à leur perception des choses, leur disposition d'esprit ou leur expression, et leur acceptabilité des décisions. Ces catégories sociales font peu partie des partis politiques, des acteurs de pouvoirs, et même des institutions politiques censées les représenter. Au niveau local, des compétences de plus en plus étendues sont nécessaires à l'exercice d'un mandat local à la suite de la décentralisation. Il en résulte une professionnalisation des élus locaux. L'ensemble de ces facteurs crée une coupure entre les professionnels de la politique et les profanes.

#### Vision d'avenir négligée
Selon Pierre Rosanvallon, « les régimes démocratiques ont du mal à intégrer le souci du long terme ». Sont en cause la personnalisation des acteurs politiques et la proximité des échéances électorales, mais aussi les électeurs insuffisamment éclairés ou organisés, ayant délégué leur souci du long terme aux représentants. Or c'est le long terme qui est porteur de l'intérêt général.
Selon Dominique Bourg aussi, l'avenir est un aspect négligé de la démocratie représentative moderne. Il requiert prédiction, précaution et innovation politique. Ainsi par exemple le problème du changement climatique revêt un caractère intrinsèquement prospectif, peu compatible à la fois avec les impératifs de la représentativité personnalisée, et avec les intérêts immédiats des électeurs. En ce qui concerne les générations futures, la notion même de « représentation » est déroutante.

### Problématiques liées aux techniques de communication modernes

#### Deux espaces communicationnels
Il existe deux types d'espaces. Le premier, l'espace maîtrisé, est participatif fermé, vise une maîtrise totale de la situation et ainsi sélectionne son public, de façon que la majorité des participants adhèrent au projet politique local, afin d'éviter tout débat ou dialogue. Le second, l'espace incertain, est participatif ouvert, permettant une situation évolutive et permettant le dialogue entre divers participants.

#### Systèmes de participation avec communication directe
Les réunions publiques permettent la sélection d’un public sans poser de filtre géographique ou politique, et peuvent accueillir de nombreux participants. Elles se passent habituellement bien quand elles sont animées par des animateurs spécialisés. En revanche, quand elles sont gérées par des élus, ces réunions peuvent aisément être transformées en exercices de communication politique, servant uniquement à exposer les projets que la mairie met en place, et étant peu ouvertes aux propositions de la part des habitants. Cela établit une sorte de hiérarchie entre les élus et les citoyens, ce qui contribue à créer un climat de méfiance.
Les ateliers de concertation accueillent 30 à 40 personnes et permettent un débat concernant un thème particulier. Comme auparavant, ils se dérouleront bien si la qualité de l’animation est bonne. Ces ateliers permettent de mettre en place un sentiment d’égalité et de proximité entre les participants, ce qui leur permet de s’exprimer librement. Néanmoins, ils accueillent peu de personnes.
Les forums de discussion virtuelle excluent une partie de la population, les individus n’ayant pas accès à la technologie notamment. Le fait de s’exprimer uniquement par écrit peut également favoriser des propos irrespectueux, mais permet également aux habitants de bien argumenter leurs idées.

#### Systèmes de participation avec communication indirecte
Les lettres d'information sont un outil d’information descendante, mais qui permet de décrire précisément l’état d’un projet réalisé par la  mairie, de vulgariser des informations techniques.
Les expositions permettent également d’informer les habitants, et de leur décrire précisément l’état des projets, mais n’est qu’un outil informationnel.
L’emploi de questionnaires permet d’obtenir des résultats qualitatifs et quantitatifs concernant un thème précis. Il permet également aux citoyens d’envoyer leurs avis et idées anonymement, ce qui les incite à s’exprimer librement, mais peut favoriser des dérapages.
Le cahier d’expression libre permet aux habitants de s’exprimer librement, de façon anonyme. Cependant, les personnes les plus vulnérables ont souvent du mal à s’exprimer par écrit.

### Impératif délibératif: de meilleurs débats pour de meilleures décisions
La démocratie participative n'est nullement réductible à la « démocratie d'opinion » en cela qu'elle crée les conditions nécessaires au déroulement d'un débat public ouvert et démocratique.
Inspiré par des penseurs de la délibération collective tels que Jürgen Habermas et James S. Fishkin (en), l'impératif délibératif se fonde sur une logique simple : meilleure est la qualité du débat, plus légitimes et efficaces sont les décisions qui en découlent.
Toute la question porte alors sur les conditions d'un bon débat et notamment la qualité de la procédure délibérative pour arriver à ce qu'Habermas appelle « une entente rationnellement motivée », notamment la liberté des participants au débat (ils doivent être « actifs et ouverts », « exempts de toute forme de contrainte ») et du débat lui-même (il doit être public et potentiellement ouvert à tous). Ceci, bien sûr, sans aboutir à une définition excessivement normative du « citoyen idéal » dont l'effet pervers peut-être la disqualification du « citoyen réel ».

## Les formes de la démocratie participative
La participation à une décision peut prendre la forme d'une consultation, d'une concertation, d'une coélaboration ou d'un référendum.

### Consultation
La consultation n'implique pas la prise en compte des avis donnés. Dans le cas des enquêtes publiques le commissaire enquêteur émet un avis personnel qui n'est pas nécessairement celui de la majorité des déposants. L'autorité publique n'est pas non plus tenue de suivre l'avis du commissaire enquêteur. Le débat public est une consultation et non une confrontation.

### Concertation
La concertation publique est régie par la « Charte de la concertation ». Celle-ci impose des procédures en amont du projet, élargissant la transparence, impliquant des débats et favorisant la participation. Mais le pouvoir décisionnel reste entièrement dans les mains de l'autorité publique.
Il existe différents types de concertation :
- la concertation de communication. La concertation de communication a l'apparence de la participation mais elle n'en a pas le fondement. Les résultats importent peu. Il s'agit pour la collectivité de montrer qu'elle associe la population. Elle lui donne les moyens de s'exprimer, mais dans quel but ? Le plus souvent, les réponses ont peu d'effets sur la conduite des affaires publiques. Il s'agit d'abord, de faire passer des messages, promouvoir une politique sans avoir d'effets réels. C'est d'ailleurs, le type de participation le plus souvent utilisé.
- la concertation structurelle. L'installation d'une concertation structurelle se caractérise par la mise en place d'une structure dédiée. C'est parfois obligatoire comme les conseils de quartiers pour les villes de plus de 80 000 habitants, c'est aussi de l'affichage comme la mise en place des « Conseils municipaux de jeunes » qui visent avant tout à associer et communiquer vers les collégiens. Revue de détails de ces structures qui pour durer et être efficace, doivent reposer sur des acteurs qui ont le temps et les compétences pour étudier et réagir aux projets étudiés. Ce qui n'est pas simple.
- la concertation d'engagement. Certains élus, certaines collectivités se caractérisent par un engagement fort dans la concertation et les procédures participatives. Mode de gestion de la ville, aménagement, concertation sur de grands sujets de politique générale… ces élus intègrent un dialogue participatif. Cet engagement se retrouve dans la mise en place des démarches que nous avons citées : Charte de la participation, structure interne dédiée, démarches participatives structurées, formation des agents, etc.
- la concertation de construction. La concertation de construction repose sur la volonté d'un décideur public d'associer la population à la construction de son projet. Les raisons peuvent être variées : arbitrage entre des options divergentes au sein de l'équipe projet, volonté d'obtenir une validation par la population de son projet, souhait d'améliorer certains points, moyen de légitimer un choix… Les choix sont ouverts. La collectivité, l'opérateur public étudient plusieurs options. Cela est possible parce que financièrement ou politiquement les différentes options se valent. Il peut s'agir d'un référendum local. La réponse fonctionne alors comme un couperet : oui ou non le projet se fera. Mais cette concertation de construction peut permettre d'affiner un projet, d'améliorer des points ou de faire évoluer certains aspects du projet.
- la concertation d'attente. La concertation sert également… à ne pas prendre de décision. Les contraintes politiques, les raisons budgétaires, les doutes sur la finalité d'un projet peuvent reporter la réalisation d'un projet. Pourtant, l'annonce de son arrêt n'est pas à l'ordre du jour. Soit parce qu'il ne faut pas se déjuger par rapport à des annonces passées, soit parce que les financements manquent et qu'à défaut d'enterrer ou d'engager le projet… on concerte. Cette démarche se retrouve également dans la politique nationale. Pour éviter les risques d'un « président hyperactif », la démarche participative est largement mise en avant. Cela permet à la fois d'éviter de prendre des décisions hâtives et inappropriées et de reporter des dépenses à des jours meilleurs.

Une concertation publique peut porter sur des sujets variés. La convention d'Aarhus donne un poids particulier aux questions d'environnement. Elle est reprise par deux directives européennes et en France par l'article 7 de la Charte de l'environnement qui énonce que : « toute personne a le droit, dans les conditions et les limites définies par la loi, d'accéder aux informations relatives à l'environnement détenues par les autorités publiques et de participer à l'élaboration des décisions publiques ayant une incidence sur l'environnement ».

### Coélaboration
Cette forme de participation incarne un niveau élevé de démocratie participative dans la mesure où, comme à Grigny par exemple, le budget participatif, fraction du budget général, relève de décisions prises collectivement.
Les conférences de citoyens représentent une autre forme de coélaboration. Si les instances décisionnaires ne suivent pas les conclusions de la conférence, elles sont tenues d'en fournir les justifications. Le principe des conférences de citoyens, fréquemment utilisées dans des pays comme le Danemark ou le Canada, permet de tester différents scénarios et de voir celui qui emporte l'adhésion des citoyens. Dans ce dispositif, une vingtaine de citoyens tiré au sort sont formés sur un thème donné et doivent répondre, après formation et débats avec des personnalités, à une question posée. L'objectif est de mesurer le plus finement possible la nécessité et l'acceptabilité d'une réforme et de dégager le socle consensuel le plus large possible pour l'avenir. Les Parlements de certains pays du Nord de l'Europe y ont ainsi fréquemment recours.
Peu de conférences de citoyens ont été organisées en France à l'échelle nationale : en 1998, l'Office parlementaire des choix scientifiques et technologiques (OPECST) a organisé une conférence avec 15 citoyens sur les OGM ; en 2002, la Commission française du développement durable a organisé une conférence avec 16 citoyens sur les changements climatiques et la citoyenneté et en 2003 une conférence de 15 citoyens sur le devenir des boues domestiques a été organisée dans le cadre du débat national sur l'eau. De 2005 à 2009, le laboratoire GSK a organisé cinq conférences avec 20 citoyens sur des thèmes liés à la santé : l'évaluation des risques pour les médicaments, les progrès thérapeutiques, l'engagement du citoyen dans le système de santé, l'orientation dans le système de soins, l'hôpital. En 2012, l'Institut Montaigne a organisé une conférence avec 25 citoyens pour répondre aux questions « Quel système de santé voulons-nous ? Comment souhaitons-nous l'utiliser et le financer pour qu'il soit viable ? ».
En France, la loi du 7 juillet 2011 relative à la bioéthique a prévu que le Comité consultatif national d'éthique organise des états généraux « avant tout projet de réforme sur les problèmes éthiques et les questions de société soulevés par les progrès de la connaissance dans les domaines de la biologie, de la médecine et de la santé ». Ces états généraux doivent réunir des conférences de citoyens choisis de manière à représenter la société dans sa diversité.

### Référendum national
Selon Thierry Ménissier, auteur de « Machiavel ou la politique du centaure », le référendum national « ne crée pas les conditions d'une conversation civile durable et demeure pauvre du point de vue de la culture de participation ». En ce sens, le référendum correspondrait moins à un mécanisme de démocratie directe et d'initiative populaire que de démocratie participative.

### Commission délibérative
Les commissions délibératives de Bruxelles sont des commissions permanentes mixtes au sein du Parlement de la région de Bruxelles-Capitale et du Parlement francophone bruxellois établies en 2019. Ces commissions délibératives sont nées à l'initiative d'un texte déposé par Magali Plovie. C'est la première fois que des commissions mixtes sont institutionnalisées dans un parlement. Ces commissions sont constituées de 60 membres : 15 députés et 45 citoyens bruxellois tirés au sort. Les commissions se réunissent pour délibérer sur des sujets précis proposées par des députés ou par des citoyens via des suggestions citoyennes.

## Exemples de démocratie participative
À Kingersheim, ville de la banlieue de Mulhouse (Haut-Rhin), le maire, Jo Spiegel, a institué des conseils participatifs pour toutes les grandes décisions de la commune. Ils sont composés à 40 % de volontaires, 20 % de personnes directement concernées et 40 % de citoyens tirés au sort. Les membres de ces conseils reçoivent une formation préalable et les élus sont là plus en tant qu'animateurs que décideurs. En 2016, 40 conseils participatifs avaient en 10 ans réuni 700 participants sur des questions différentes. Chaque conseil réunit un maximum de 50 personnes. Des professionnels du débat public aident à faire émerger la parole de ceux qui n’osent pas la prendre.
En 2015, le village de Saillans (Drôme, France) est considéré comme la capitale française de la démocratie participative. Dans cette commune, en 2014, la liste ayant remporté les élections municipales avait un programme électoral élaboré par l'ensemble des habitants qui avaient pu et souhaité y contribuer. Depuis, grâce à des « Commissions participatives » et des « Groupes Action Projet », l'équipe municipale se limite volontairement, et autant que possible, à un simple rôle d'animateur et d'entrepreneur des décisions prises par la population du village.
Le village de Vandoncourt (Doubs, France) mène une expérience similaire depuis 1971.
À un niveau plus large, plusieurs initiatives ont été lancées en 2015 pour des échéances électorales en 2017 :
- l'initiative LaPrimaire.org propose d'organiser une « primaire démocratique ouverte » pour permettre aux citoyens de choisir leur candidat pour 2017 ;
- le collectif #MaVoix ambitionne de faire élire des députés tirés au sort qui voteront en fonction de décisions collectives[34].

Aux élections municipales françaises de 2020 plus de soixante listes participatives ont été élues (sur 400 candidates), notamment à Annecy, Dieulefit, Chambéry[réf. nécessaire].
Un dispositif de démocratie participative est lancé à Nancy en septembre 2020 dans le cadre des Assises de la démocratie locale en vue de l'adoption d'une « Constitution municipale ». Celle-ci est adoptée le 19 avril 2021 par le conseil municipal.

## Limites de la démocratie participative
La démocratie participative est conçue comme un remède possible à la crise de défiance qui touche la sphère politique. Il s'agit de recréer des liens entre la société civile et les institutions. Dans les faits il s'est souvent agi de pseudo consultations pour faire valider des décisions déjà prises. Selon Bacque et Sintomer la plupart des tentatives de démocratie participative n'ont produit que des changements modestes dans les rapports de pouvoir et dans la distribution des ressources. Les institutions et les groupes dominants ont de bonnes capacités à évoluer pour que rien de substantiel ne change. Enfin les classes défavorisées, déjà sous-représentées au Parlement, ne disposent souvent pas des moyens culturels de participer au processus délibératif, à l'exception notable des conférences de citoyens où le panel des profanes doit être représentatif de la population et où la formation indispensable leur est dispensée.

## Analyse de la démocratie participative en fonctionnement
Selon Michel Koebel (Le pouvoir local ou la démocratie improbable), la démocratie participative se limiterait à une simple consultation du citoyen, l'élu conservant le pouvoir de décision effectif,.
À partir d'analyses portant sur les instruments spécifiques de participation, Marion Paoletti (1997) et Sandrine Rui (2004) ont montré la façon dont les élus locaux pilotaient soigneusement les dispositifs nouveaux de participation. En France, par exemple, le référendum local n'était pas conçu comme un dispositif de démocratie directe, mais bien plutôt comme une consultation préalable orchestrée soigneusement par les maires, soucieux de tester les résistances à tel ou tel projet municipal. En d'autres termes, la démocratie locale se vit comme l'affirmation d'un pouvoir des maires verrouillé qui prend l'allure d'un « présidentialisme municipal ». Au-delà de l'analyse de la rhétorique de la proximité, faisant du local une cible stratégique des élus pour lutter contre le désintérêt grandissant des citoyens envers la politique, des données statistiques concernant le profil social des maires semblent montrer que l'accès aux positions de pouvoir dans l'espace local (quand la taille de la commune augmente et que le poste occupé est plus important) est de plus en plus sélectif socialement. Concernant la délibération et la participation locale, de nombreux instruments consultatifs se sont développés ces dernières années, de la commission extra-municipale au conseil de quartier, en passant par les conseils d'enfants, de jeunes, d'étrangers ou d'anciens. Selon Michel Koebel, « en 2004, l'Association nationale des conseils d'enfants et de jeunes (ANACEJ) » dénombrait environ 1200 structures de ce type dans diverses collectivités ». La multiplication de ces instruments traduit la mise en scène du bon vouloir de l'élu local toujours accessible, disponible et à l'écoute des intérêts de ses administrés. En l'occurrence, ces mécanismes excluent de manière redoutable tout partage de la décision sur des sujets sensibles. La démocratie participative est une formule convoitée, un label de communication qui révèle une réalité plus complexe : la démocratie locale est le miroir d'un pouvoir du maire de plus en plus fort. Le référendum local, unique procédure qui aurait pu quelque peu inquiéter ce pouvoir du maire, a été détourné de toute vertu décisionnelle. Si le référendum local a gagné ses lettres de noblesse grâce à la révision de la Constitution en mars 2003 et à la loi organique du 1er août 2003, le décret d'application ne date que de mai 2005. Fin 2005, aucun référendum décisionnel n'avait été organisé. Au-delà de la faiblesse structurelle de ces instruments de participation, Michel Koebel attire notre attention sur la difficile prise en compte de l'opposition municipale ainsi que sur le processus de quasi non délibération des Conseils. Plus de 34 ans après Le Consensus ambigu de Marc Kesselman, le livre noir de la démocratie locale de Michel Koebel nous montre à quel degré les deux actes de décentralisation ont accru le pouvoir des élus locaux et leur mainmise sur l'espace public local. Il n'y a pas une quelconque mention du contexte européen de la démocratie locale, dans la mesure où une perspective comparative aurait eu le mérite de nuancer voire de confirmer l'affirmation de ce pouvoir du maire. In fine, les systèmes politiques locaux ont tendance à évoluer vers une forme de « bonapartisme-soft » où les élus locaux développent une vision plébiscitaire de la démocratie. La participation locale sert alors de prétexte au renforcement de l'exécutif local : plus on crée des structures de participation, plus on monopolise l'espace public local et moins on délibère.

## Enjeux

### Dépasser les paradoxes du gouvernement représentatif
Bernard Manin, dans son ouvrage Principes du gouvernement représentatif, met en lumière l'actuel paradoxe du gouvernement représentatif : « le rapport entre les représentants et les représentés est maintenant perçu comme démocratique, alors qu'il fut conçu en opposition avec la démocratie ». Athènes, Florence, Venise, Nouvelle Angleterre... l'Histoire est jalonnée d'expériences participatives qui n'ont eu que très peu d'échos dans la pensée politique moderne. B. Manin explique en effet qu'en mettant à bas la domination anglaise (pendant la Révolution Américaine) ou l'Ancien Régime (pendant la Révolution Française), les révolutionnaires n'avaient pas comme idéal l'auto-gouvernement du peuple mais l'aristocratie élective. Au nom du gouvernement des élites, les démarches politiques participatives (telles que le tirage au sort) vont être écartées au profit d'une démocratie représentative dont l'horizon s'est progressivement élargi au suffrage universel.
La dualité de la démocratie représentative s'explique donc par son histoire : démocratique en ce que chaque citoyen peut faire valoir sa voix ; aristocratique en ce que « l'élection sélectionne nécessairement les élites ».
De nos jours, la démocratie participative, loin de s'opposer aux fondements de la représentation, se présente comme forme complémentaire de partage des décisions, conservant l'importance de l'élu mais associant plus largement et plus directement les citoyens à l'élaboration de l'intérêt général.

### Reconnaître le pouvoir des «n'importe qui»
La démocratie participative donne au citoyen, à n'importe quel citoyen, une place centrale dans le processus démocratique. Sans remettre en cause le savoir politique des élus ni les connaissances des experts, cette nouvelle forme de partage du pouvoir nécessite en amont de sa réalisation la reconnaissance d'une expertise citoyenne légitime. C'est là, pour Jacques Rancière, « la puissance subversive toujours neuve et toujours menacée de l'idée démocratique » : l'établissement d'un pouvoir fondé ni sur la naissance, ni sur l'argent, ni sur le savoir. La reconnaissance du « pouvoir des n'importe qui », « pouvoir de ceux qui n'ont pas plus de titre à gouverner qu'à être gouvernés ». Le scandale démocratique c'est le scandale de la politique même, de l'égalité des hommes. Car il existe, au sein des démocraties, une peur latente de « l'individu démocratique », jugé tantôt irrationnel, tantôt calculateur et égoïste. Peur qui préfigure la prééminence de la légitimité des sachants, gouvernants ou experts, ainsi que la contestation de la légitimité populaire, stigmatisée comme « populiste » lorsqu'elle s'oppose à la logique élitiste dominante. Une vision sceptique du « savoir citoyen » prévaut encore aujourd'hui, dans des termes souvent voisins de ceux utilisés par Joseph Schumpeter en 1940 :
« Le citoyen typique tombe à un niveau inférieur de performance mentale dès qu'il entre dans le champ politique. Il argumente et analyse d'une façon qu'il reconnaîtrait immédiatement comme infantile dans la sphère de ses intérêts réels. Il redevient primitif. Sa pensée devient associative et affective ».
À l'opposé de cette vision archaïque, Yves Sintomer constate l'existence de plusieurs « savoirs » mobilisables par le citoyen. Le « savoir d'usage », par exemple, qui enrichit le savoir technique des experts comme l'écrivait John Dewey en 1927 : « C'est la personne qui porte la chaussure qui sait le mieux si elle fait mal et où elle fait mal, même si le cordonnier est l'expert qui est le meilleur juge pour savoir comment y remédier. [...] Une classe d'experts est inévitablement si éloignée de l'intérêt commun qu'elle devient nécessairement une classe avec des intérêts particuliers et un savoir privé – ce qui, sur des matières qui concernent la société, revient à un non-savoir ».
Lors des jurys d'assises, c'est une autre forme de savoir qui est reconnue au citoyen : le « bon sens », la capacité de bien juger, sans passion, en présence de problèmes qui ne peuvent être résolus par un raisonnement scientifique. Ce « bon sens », qui doit être rigoureusement distingué du « sens commun », correspond à la formation d'une opinion éclairée, sur la base d'une information suffisante, lors d'une délibération de qualité, et fonde en politique la notion même de démocratie : la reconnaissance pour tous les citoyens d'une égale dignité de principe.

## Outils de la participation

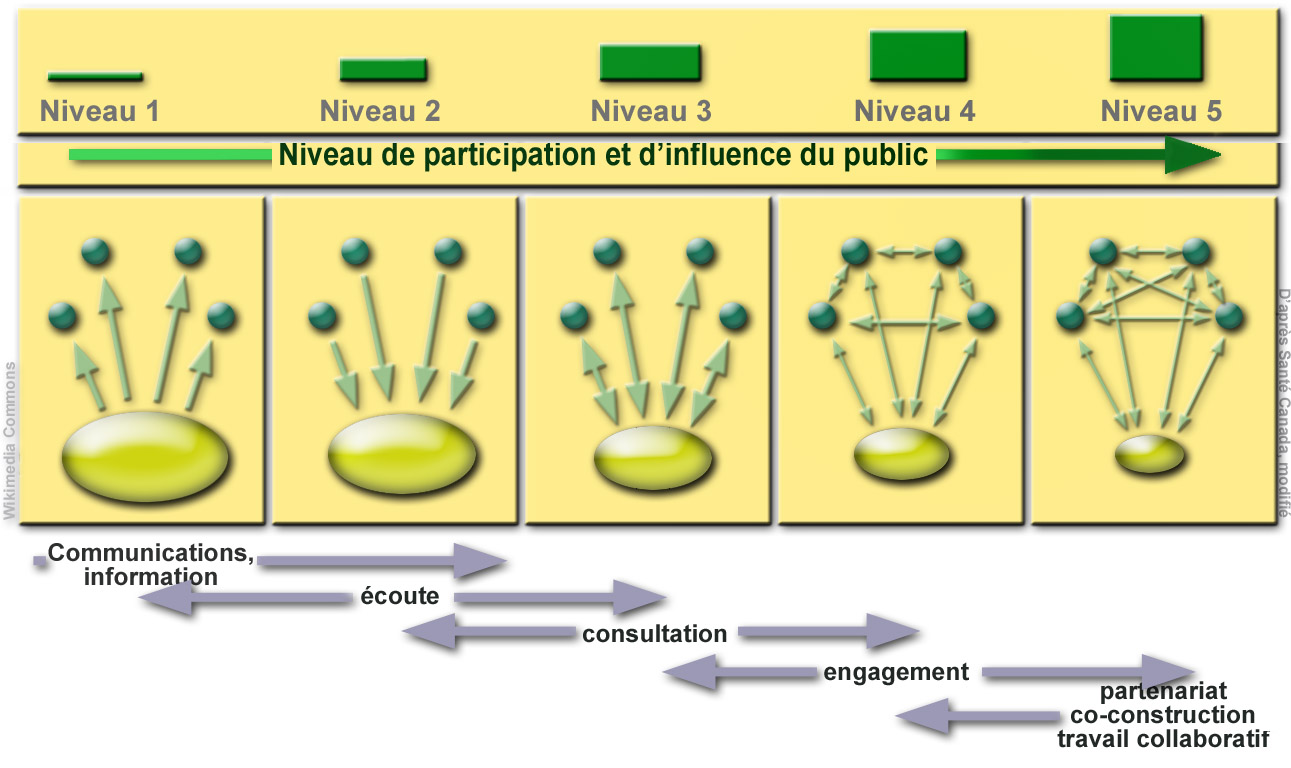
Schéma de principe, illustrant différents niveaux de « participation » du public (individus ou groupes, ici représentés par les petits ronds) à un projet porté par une collectivité ou autre maître d'ouvrage (ici représenté par la forme ovale). Les flèches représentent les interactions. La dimension temporelle n'est pas représentée ; la participation peut être circonscrite dans le temps (temps de préparation et de réalisation d'une enquête publique par exemple) ou durable dans le temps (forum permanent, évaluation partagée permanente)

Depuis les années 1970, les « démarches participatives » s'appuient, à travers le monde, sur des procédures novatrices ayant un impact concret sur l'action publique. En 1971, le tirage au sort est réintroduit en politique simultanément en Allemagne et aux États-Unis avec l'organisation de jurys citoyens. En 1989, la ville de Porto Alegre (Brésil) élabore une expérience exemplaire de budget participatif. À la fin des années 1980, les pays scandinaves mettent au point les premières conférences de consensus. Ces expériences sont utilisées au Canada, mais encore plutôt méconnues en France, pays qui a cependant instauré des processus de consultation (loi de 1976 sur l'aménagement du territoire, loi Bouchardeau de 1983 « relative à la démocratisation des enquêtes publiques et à la protection de l'environnement », référendum local), puis de concertation et de débat public (loi Barnier de 1995 « relative au renforcement de la protection de l'environnement » et instituant la Commission nationale du débat public et loi Vaillant de 2002 sur la démocratie de proximité, instaurant, entre autres, les conseils de quartier, Grenelle de l'environnement (2007), etc. Dans le domaine la culture, il faut souligner le travail fait par l'Agenda 21 de la culture, document de référence des gouvernements locaux en matière d'élaboration de politiques culturelles, dont l'un des principes est la démocratie participative. Les données ouvertes et les nouveaux outils de travail collaboratif ouvrent des portes nouvelles en matière de coélaboration et d'organisation apprenante.

### Jury citoyen
Le 22 octobre 2006, Ségolène Royal déclare, lors d'une intervention à la Sorbonne « qu'il faudra clarifier la façon dont les élus pourront rendre compte, à intervalles réguliers, à des jurys citoyens tirés au sort ». En novembre 2002, à l'Assemblée nationale, et en 2004, pour son projet régional, elle avait déjà prôné la création de jurys citoyens. Méconnaissant les expériences déjà menées à l'étranger, les médias et responsables politiques français dénoncent une nouvelle forme de « populisme » et un assassinat de la démocratie représentative (voir le florilège des réactions dans l'ouvrage d'Yves Sintomer, Le Pouvoir au peuple).
De nombreux jurys citoyens s'étaient pourtant déjà déroulés depuis les années 1970 dans différents pays du monde. À Wuppertal (Allemagne), où le professeur Peter Dienel avait créé, dès le milieu des années 1970, les premières « Planungszelle » (cellules de planification). En Espagne, dès 1992 à Idiazabal, Pays basque (voir les travaux de Joan Fonte Citizen juries and political parties: the Spanish experience et d'Ismael Blanco Les jurys citoyens en Espagne : vers un nouveau modèle de démocratie locale ?. À Berlin où, depuis 2001, des Bürgerforum avaient été organisés dans 17 quartiers de Berlin pour attribuer à des projets locaux une enveloppe de 500 000 euros par quartier. Ils étaient constitués pour majorité d'habitants tirés au sort (quelle que soit leur nationalité) auxquels se joignent des représentants d'associations locales. Le nombre de jurés y était fixé à un pour mille habitants.
Très différents des « tribunaux populaires » fantasmés en 2006, les jurys citoyens sont plus généralement organisés en amont des décisions (préconisations), selon le modèle des Planungszelle, ou en aval de celles-ci (évaluation). Un jury citoyen est un groupe de vingt-cinq personnes tirées au sort sur les listes électorales et mobilisées pendant plusieurs jours pour formuler – à l'aide d'un apport de formation et d'informations de la part d'experts – une série de recommandations concernant un problème de politique publique.
Ainsi, les 25-26 avril et 16-17 mai 2008 s'est réuni à la Maison de la région Poitou-Charentes un premier jury citoyen composé d'habitants tirés au sort et chargé d'évaluer les actions initiées par la région depuis 2004 pour lutter contre le changement climatique et les émissions de gaz à effet de serre. Il a rassemblé 26 personnes représentatives de la diversité territoriale, générationnelle, professionnelle et sociale de la population picto-charentaise, de parcours et de points de vue variés. Le 23 juin 2008, ce jury a remis au Conseil régional réuni en séance plénière l'avis qu'il a élaboré au cours des quatre journées d'auditions et de délibération. Le 23 juin 2009, comme elle s'y était engagée, la région Poitou-Charentes a indiqué, point par point et publiquement, les suites données aux propositions du jury citoyen.
La région des Pays de la Loire présidée par Jacques Auxiette a mis en place en 2008, un panel citoyen dans le cadre de son agenda 21.

### Budget participatif
En 1988, le Parti des travailleurs (PT) gagne les élections municipales de Porto Alegre, ville brésilienne d'un million et demi d'habitants. Dans un contexte financier et politique difficile, la nouvelle municipalité va alors inventer, à partir de 1989, une nouvelle façon de déterminer les priorités budgétaires en associant les citoyens à leur définition : c'est le budget participatif. Les habitants sont invités à se réunir par quartier pour définir ce qu'ils considèrent comme les projets prioritaires à financer puis élisent des délégués qui siègent au Conseil du budget participatif (réuni une fois par mois) pour finaliser la synthèse des propositions et négocier avec l'administration municipale. L'expérience est un succès et les classes populaires se mobilisent pour faire valoir leurs voix. La participation s'accroît d'année en année et de nombreuses municipalités brésiliennes puis latino-américaines s'en inspirent. Le budget participatif modèle « Porto Alegre » est un instrument de redistribution ainsi que, dans le contexte latino-américain, de lutte contre le clientélisme et la corruption.
À partir des années 2000, on assiste à ce qu'Yves Sintomer appelle « le retour des caravelles » : l'Europe s'inspire elle aussi de ce nouvel outil de participation venu d'outre-Atlantique. Portugal, Pays-Bas, Espagne, Italie, Allemagne, Finlande, Grande-Bretagne, Pologne, France...des collectivités de toute l'Europe adaptent la méthode à leur contexte institutionnel afin d'assurer une meilleure dépense des recettes fiscales et d'accompagner la modernisation des services publics.
En janvier 2005, la région Poitou-Charentes crée le budget participatif des lycées dans un domaine qui constitue le « cœur de métier » historique des collectivités régionales. Une première en France. Il concerne la totalité des 93 établissements publics de Poitou-Charentes et, depuis 2008, a été étendu, à leur demande et sous une forme adaptée, aux établissements privés sous contrat et aux maisons familiales et rurales. Tous les lycéens, les personnels (enseignants et non enseignants) et les parents d'élèves sont conviés dans chaque établissement à débattre des projets qu'ils jugent prioritaires pour « mieux vivre et travailler au lycée ». Au terme d'un processus de délibération, les participants votent et définissent quels sont les projets prioritaires pour leur établissement. L'enveloppe globale affectée chaque année est de 10 millions d'euros.
La ville de Grigny (Rhône) a mis en place un budget participatif depuis 2004. Le 19 novembre 2009, 113 propositions ont été étudiées pendant près de 5 heures.
Depuis 2010, l'arrondissement du Plateau-Mont-Royal de la ville de Montréal au Québec met à la disposition des contribuables un simulateur budgétaire permettant de se prononcer sur les priorités budgétaire de l'arrondissement.
En 2014, la maire Anne Hidalgo met en place à Paris un budget participatif ; celui-ci représente 5 % du budget d'investissement de la ville ; plus de 40 000 Parisiens y participent. À Rennes, un budget participatif nommé « la Fabrique citoyenne » est mis en place entre 2016 et 2020 ; 18 millions d'€ (3,5 millions par an) sont ainsi consacrés au financement de projets proposés par les habitants, sur internet ou dans des urnes ; 7 000 Rennais y participent la première année.
À Grenoble, depuis 2015, les habitants de plus de 16 ans peuvent proposer des projets « sur budget participatif » ; les projets sont mûris collectivement par les porteurs, les habitants et les services de la mairie, puis proposés au « vote » des habitants. Les projets sélectionnés sont financés sur une enveloppe globale de 800 000 €/an et sont en général réalisés dans les 2 ans qui suivent le vote. Lors de l'édition 2015, ~1 000 votants ont sélectionné 9 projets ; en 2016, ~7 000 votants ont sélectionné 13 projets parmi les 26 issus de la « ruche » ; en mai 2017, la 3e édition est en cours de préparation.

### Sondage délibératif
Le sondage délibératif est l'adaptation du modèle démocratique des Town Meetings de la Nouvelle-Angleterre (où le peuple s'assemblait en un même lieu pour discuter et décider sur des questions relatives à la communauté) à l'échelle de l'État-Nation. Dans la mesure où la qualité de la délibération diminue avec le nombre de participants, cette méthode élaborée et déposée par les professeurs américains James S. Fishkin et Bob Luskin consiste à concilier la technique des sondages avec la délibération.
« Il s'agit de constituer aléatoirement un échantillon national représentatif de l'électorat, puis de le réunir en un seul et même lieu. Les individus composant cet échantillon sont ensuite abondamment informés sur le problème en débat. Il est important que cette information soit objective et équilibrée, de même qu'elle doit comprendre des phases intensives de discussion en face à face, par petits groupes, lesquels fourniront les questions soumises au débat contradictoire d'experts et de politiques. Finalement, une telle enquête prend la forme d'une consultation publique qui satisfait deux valeurs démocratiques fondamentales, la représentativité et la délibération des assemblées ».
La participation des médias et surtout de la télévision à la couverture de l'événement apportent par ailleurs une dimension particulière au sondage délibératif : le public et les décideurs sont engagés dans un processus qui offre transparence et visibilité, sa portée est accrue à l'égard du grand public, et les participants se voient responsabilisés et impliqués.
La méthode du sondage délibératif a été utilisée à de nombreuses reprises dans différents pays.
- Au Danemark, un sondage délibératif a eu lieu en 2000 avant le référendum national sur l'adoption de l'euro, les événements étant retransmis par la télévision nationale.
- En Australie, le gouvernement y a eu recours pour éclairer les débats préalables au référendum sur la réconciliation avec les Aborigènes (2001). Les événements ont été diffusés par la télévision publique.
- Aux États-Unis, la méthode sert à éclairer des débats locaux et nationaux. Des collectivités locales et des entreprises de service public l'utilisent pour l'amélioration des politiques publiques.
- En Grande-Bretagne, 5 sondages délibératifs ont été menés, sous l'égide de la chaîne de télévision Channel 4.

## Démocratie participative et Internet
Le développement de l'internet offre une possibilité de développement pour les outils de la participation : budgets participatifs en ligne (comme dans la ville Belo Horizonte, Brésil), assemblées participatives électroniques (telles que le projet Ideal-EU, première assemblée participative électronique européenne, réalisé entre les Régions Poitou-Charentes, Catalogne et Toscane) et l'« e-participation » législative (comme en Estonie). Un site internet de démocratie participative appelé Democrateek propose lui de fédérer des initiatives politiques et leur donner de la voix en mettant à disposition des internautes une communauté et des outils de lobbying citoyen. Toutefois, ces nouvelles technologies ne sont que des outils, qu'il ne s'agit pas de fétichiser : elles sont propices à la constitution de communautés élargies puisque « déterritorialisées », mais ne remplacent pas la qualité d'une délibération en face à face. La « démocratie électronique » ne doit pas pencher du côté de la privatisation généralisée ou du rétrécissement de la sphère politique. Quelques initiatives d'habitants, comme celle du Comité de quartier de l'Hommelet qui crée http://LeBlog2Roubaix.com pour contribuer dans le débat local.
Barack Obama, président des États-Unis entre 2008 et 2016, a saisi cette occasion en créant les conditions, durant sa campagne, d'une « e-mobilisation » puis, une fois élu, d'un e-gouvernement participatif. Durant la campagne présidentielle américaine, son équipe a mené à une échelle inédite l'utilisation des technologies de l'information et de la communication pour optimiser la complémentarité des mobilisations en ligne et hors ligne.
Internet (avec notamment my.barackobama.com) a été un outil efficace d'information en temps réel, de contact entre les militants et leur candidat mais aussi des militants entre eux et de quadrillage dynamique du terrain. Une performance organisationnelle qui s'inscrit également dans une culture plus participative. Par la suite, la Maison-Blanche a fait du web un vecteur de transparence de l'action publique : sur recovery.gov, les contribuables américains peuvent désormais suivre l'affectation des dépenses publiques fédérales (« your money at work »). De change.gov (durant la période de transition avant l'investiture) à healthreform.gov, l'objectif est de donner aux citoyens le pouvoir de diagnostiquer, de proposer, de peser dans les décisions qui les concernent et d'en suivre l'application. C'est aussi, en particulier dans le domaine de la santé, un instrument de rapport de force citoyen contre les lobbies.

### Émergence d'outils de démocratieopen source
Les initiatives de participation démocratique en ligne peuvent se heurter à différents écueils : volonté politique des dirigeants encore assez peu répandue, risque de privatisation et d'opacification de la mécanique démocratique par des entreprises fonctionnant avec du code et des algorithmes propriétaires. La logique de bien communs numériques en open source s'est imposée comme une des pistes pour garantir que les citoyens conservent le contrôle de leur outil d'expression politique.
Pour pallier ces limites, des initiatives de la société civile se sont mobilisées pour offrir un support permettant une participation citoyenne directe dans la construction des politiques publiques.
- Le « Parti du Net » (Partido de la Red, en espagnol) est un mouvement qui s'est créé en Argentine pour les élections législatives de 2013, dans le but de permettre aux citoyens de décider directement du vote de leurs députés. Pour cela, le mouvement a développé une application open source, DemocracyOS permettant de voter sur chaque projet de loi et dont le code peut être réutilisé et réadapté. Une version française est disponible.
- Demodyne[72] est une plateforme indépendante à but non lucratif créée en France en 2015. Disponible sur tout le territoire, elle permet aux citoyens de co-construire en continu le programme pour leur ville, leur région et leur pays. Pour chacun des trois niveaux, les utilisateurs peuvent proposer, débattre, voter et établir des priorités. L'animation en direct de sessions de travail mixtes (présentiel/en ligne) est possible et encouragée. Les administrations publiques disposent de comptes dédiés.

## Conseils d'enfants et de jeunes
Alliant éducation à la citoyenneté et possibilité pour des habitants, souvent mineurs, de donner leur avis sur la décision publique, il existe sous la forme actuelle depuis 1979 des conseils d'enfants et ou de jeunes mis en place par des collectivités territoriales. Dans les faits, ils ont des noms extrêmement variés : Conseils municipaux d'enfants (CME), de jeunes (CMJ) ou d'adolescents (CMA), Conseils locaux de jeunes (CLJ), Conseils communaux d'enfants (CCE) ou de jeunes (CCJ), Forum des jeunes, etc. Tous ces conseils ont néanmoins des formes différentes car, sans obligation, ils restent du ressort de la volonté politique des élus et d'une construction adaptée au territoire. Ce sont souvent des assemblées d'enfants ou de jeunes élus par leurs pairs dans le cadre scolaire qui travaillent ensuite dans un cadre communal. Depuis le milieu des années 1990 apparaissent à leurs côtés, souvent pour des jeunes plus âgés, des conseils basés sur le volontariat des jeunes. Au départ lancés dans les communes, ces conseils se sont développés dans les conseils généraux (CGJ), les conseils régionaux (CRJ) et les intercommunalités. On en trouve sur l'ensemble du territoire national en milieu urbain, rural ainsi qu'outremer et dans des collectivités de toutes les couleurs politiques D'après l'Anacej (Association nationale des conseils d'enfants et de jeunes) qui les fédère, il en existerait autour de 1 800 sur le territoire français en 2009.
Des accueils collectifs de mineurs qui organisent leurs projets pédagogiques autour de la pédagogie de la décision ou de la pédagogie coopérative par exemple, sont nombreux à mettre en vie des concertations d'enfants, parfois articulés avec l'école, un conseil municipal jeunes, ou un conseil d'administration associatif.
Il existe également des formes de démocratie participative dans le cadre associatif. Ces associations, non tenues par les mairies, peuvent permettre d'accueillir un public différent. Autour de sorties ou d'activité ludiques, le but est de recueillir l'avis et les revendications des jeunes autour des politiques d'aménagement urbain. Ces associations permettent de faire entendre les voix des jeunes et donc de les faire participer à la vie démocratique 
Ces groupes sont à l'initiative des élus et leur place, l'âge des mineurs concernés sont également déterminés par les élus locaux.
Le mandat moyen de ce type de conseil est de 2 ans.

### Origines des conseils de jeunes
Les premières formes de conseils de jeunes datent des années 1960. Pendant la période allant de 1963 à 1967, des dizaines d'expériences se mettent en place en France, le plus souvent à l'initiative de jeunes lycéens ou étudiants, mais en collaboration ou pas avec les municipalités correspondantes. Ces expériences ont été relatées à l'époque dans la presse et à la télévision. Un premier « congrès national des conseils de jeunes » s'est déroulé à Paris le 8 janvier 1967 en présence de dix délégations de conseils de jeunes de France et de plusieurs bureaux provisoires. Une association nationale (le « conseil national de la jeunesse ») se serait constituée en décembre 1965 à Sedan, qui a produit un journal (France-Jeunes) en avril 1966. Par ailleurs, l'idée des conseils municipaux de jeunes date de 1944 où André Basdevant, dans un rapport pour le gouvernement provisoire d'Alger, préconisait la généralisation de telles structures communales dans toute la France. Sans suite.
La ville de Lille a mis en place en 1999 un Conseil municipal d'enfants (CME) pour les jeunes de 9 à 12 ans. Composé de 164 membres issus des différents quartiers de la ville, le CME permet aux enfants de s'engager sur un mandat de 2 ans et de proposer des actions pour améliorer leur environnement.

### Rapports entre conseils de jeunes et démocratie participative
(janvier 2025).
Une partie importante des conseils d'enfants et de jeunes en France fonctionnent sur le principe de la représentation par l'élection. Ils sont de ce fait une forme particulière de démocratie participative qui emprunte des éléments de la démocratie représentative. « [C]eux que l'on va appeler les jeunes conseillers sont en général élus par leurs pairs, dans les établissements scolaires le plus massivement, mais aussi dans les associations, maisons de quartier voire foyers de jeunes travailleurs »[réf. nécessaire].  
On peut cependant noter certaines critiques[Par qui ?] : les jeunes pourraient être soumis à une certaine manipulation. Leur innocence pourrait être utilisée comme bouclier médiatique par les pouvoirs publics.
Les conseils de jeunes possèdent plusieurs buts : un but politique et un but pédagogique. En effet, c'est également l'occasion d'apprendre le fonctionnement de la démocratie et de découvrir d'adopter une posture différente face aux adultes.  
Ces conseils ont aussi pour but d'initier les jeunes aux corps politiques, et à leurs différences. Les jeunes participent en effet peu à la vie politique premièrement par manque d'information sur les rôles, enjeux, et candidats des élections locales. Ils n'ont pas l'impression que leur vote change quelque chose. En résulte les taux d'abstention de 84  et 75 % des 18-24 ans aux dernières élections régionales[réf. nécessaire].
Pour les collectivités locales, ces conseils permettent de combler un « manque de diversité cognitive », en insérant dans les débats d'autres types de profil et d'expériences.

### Conduite de réunion
Les réunions d'information, de réflexion ou de prises de décision peuvent bénéficier de méthodes simples favorisant la participation. Certaines ONG se sont fait leur propre référentiel, qu'elles partagent.
Ces réunions sont régulières, en moyenne toutes les trois semaines.  Si chaque conseil est différent, ils possèdent tout de même un socle de valeurs communes : « [le jeune] n'est plus uniquement considéré comme un adulte en devenir, mais comme un jeune citoyen potentiel et même, pour la première fois, un habitant »[réf. nécessaire] .
Il existe 3 schémas possibles : la consultation, la concertation et le pouvoir de décision.
Ces réunions sont l'occasion de mettre en place un autre type de pédagogie : basée sur l'expérimentation.  

### Sources
- Site de l'Association nationale des conseils d'enfants et de jeunes
- Thèse de doctorat en ligne : Koebel M., Le recours à la jeunesse dans l'espace politique local. Les conseils de jeunes en Alsace, Strasbourg, 1997

#### Notions
- Antipartisme
- Assemblée de citoyens
- Autogestion
- Comité de quartier
- Conseil de quartier
- Concertation publique
- Convention citoyenne pour le climat
- Culture participative
- Cyberdémocratie
- Décentralisation
- Démocratie
- Démocratie directe
- Démocratie locale
- Écologie sociale (domaine universitaire)
- Enquête publique en France
- Espace public
- Évaluation participative
- Gouvernement ouvert
- Intelligence sociale
- Jury citoyen
- Municipalisme libertaire
- Opinion publique
- Participation (politique)
- Politique écologique
- Tirage au sort en politique

#### Personnes
- Boaventura de Sousa Santos